# Салон књига српских аутора у Канади
Салон књига српских аутора у Канади међународна је књижевна манифестација, која се одржава једном годишње у Торонту и углавном окупља писце који стварају на српском језику – Србе, али и припаднике других нација који воле овај језик.

## Историјат
С обзиром на то да у Канади живи велики број писаца, новинара, књижевних и филмских критичара и других културних радника који стварају на српском језику, јавила се потреба за њиховим традиционалним окупљањем на једном месту, како би се представили публици, разменили искуства и међусобно зачели нове идеје и започели сарадњу. Тако је рођен Салон књига српских аутора у Канади, који се први пут одржао децембра 2016. године.
Увек на крилима сентенци Милоша Црњанског, Салон књига српских аутора у Канади је организован кроз пројекат којег је аутор, главни приређивач и модератор Виолета Димитријевић, дипломац Филолошког факултета у Београду – професор српског језика и књижевности, писац, рецензент и блогер, али пре свега пасионирани читалац и промотер писане речи. Она је и уредник трију каталошких монографија Салона.
Салон се одржава у Српској националној академији у Канади или другим просторима, траје недељу и више дана, и састоји се од главног и пратећег програма – свакодневних презентација, изложби ретких књига, комплета новина српске заједнице у Канади, слика и цртежа, радионица, дружења аутора са посетиоцима, али и представљања почасних гостију, глумаца и стваралаца из различитих уметничких области, попут стрип-цртача и сценариста. Медијски партнери су „Новине Торонто”, „САН” „Вести” и Радио-телевизија Србије.
Учесници првог Салона књига српских аутора у Канади презентовани су у истоименој каталошкој монографији 2017. године, а другог и трећег у заједничкој публикацији 2019.
Књиге учесника трећег Салона књига српских аутора у Канади дониране су Библиотеци „Стеван Јорговић” у Монтреалу, а тај чин је Библиотека наградила Захвалницом Виолети Димитријевић „за допринос у развоју библиотечког фонда”.

### Слогани Салона
Свако издање Салона књига српских аутора у Канади надахнуто је опусом Милоша Црњанског, прожетог емигрантском патњом, који се сажима у изабрану реченицу. До сада су то биле:
- на првом Салону:

По једна љубав, јутро, у туђини.
- на другом Салону:

Тамо где је лед зелен, а вода плава под ледом, снег румен.
- на трећем Салону:

Ми ћемо изумрети и доћи ће боље столеће, оно увек долази.

## Учесници
Међу досадашњим ствараоцима који су се лично или само преко својих дела представили су:
Александар Павловић, Ана Гинић, Ана Савић, Бојан Босиљчић, Бојан Елез, Бојан Реџић, Бранка Мрљеш, Бранко Бубало, Бранко Пиргић, Вања Вулета Јовановић, Веселин Мишнић, Војо Мачар, Весна Нешић Недић, Данијел Мирков, Данијела Мрдак, Драган Балог, Драган Миленковић, Душица Ивановић, Горан Фабио, Гордана Петковић Лаковић, Гордана Стојић, Ђорђо Васић, Желимир Млађеновић, Зорица Мишић, Ивана Филиповић, Илија Шаула, Јасмина Франолић, Јелена Бујошевић, Катарина Костић, Катарина Рогановић, Лазар Суботички, Љиљана Стошић Марковић, Маја Поп, Марија Шајкаш, Марјам Монтеги, Марта Правица Тркља, Милан Шћекић, Милић Радевић, Миљан Пауновић, Наташа Бартула, Небојша Крљар, Ненад Богдановић, Ненад Станковић, Нина Буњевац, Нина Крстић, Новка Петровић, Радмила Караћ, Радован Гајић, Радомир Мићуновић, Радослав Огњеновић, Рајко Радојевић, Саша Рајшић, Срђан Бајић, Срето Петрић, Тања Ајтић, Татјана Црњански и др.

## Публикације
- Први Салон књига српских аутора у Канади (издање аутора, Торонто, 2017)
- II и III Салон књига у Торонту (издање аутора, Торонто, 2019)